# Max Wirth (Ökonom)

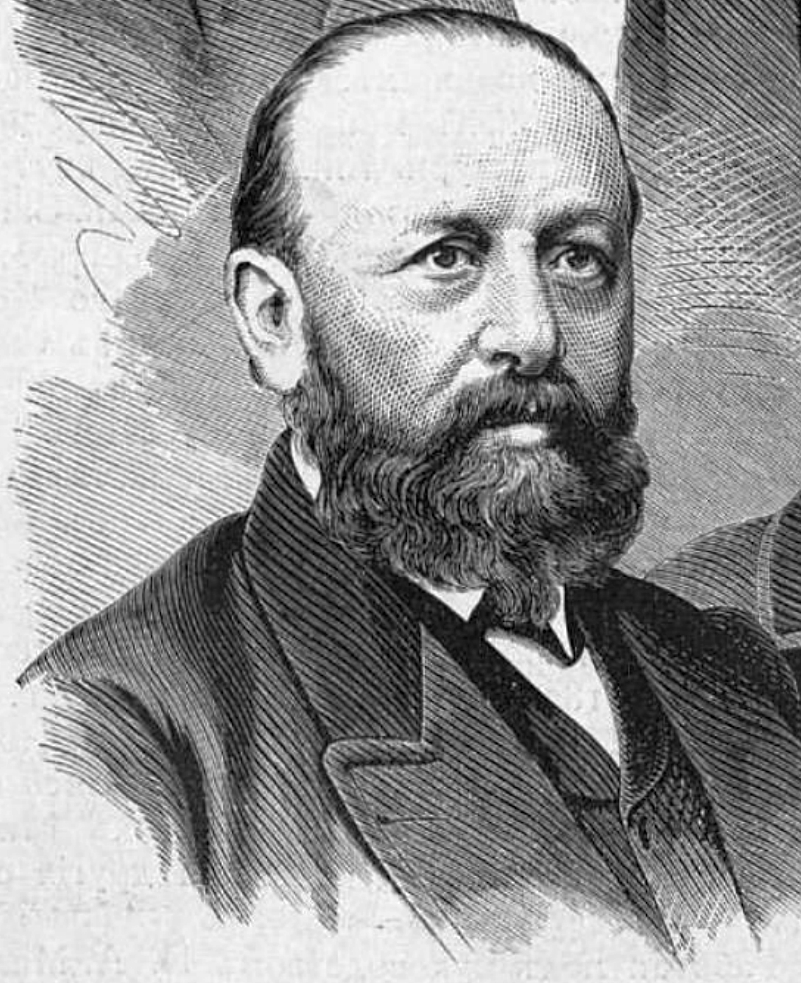
Max Wirth (1872)

Max Wirth (* 27. Januar 1822 in Breslau; † 18. Juli 1900 in Wien) war ein deutscher Journalist und Nationalökonom.

## Leben
Wirth war ein Sohn des Journalisten, Politikers und Mitorganisators des Hambacher Festes Johann Georg August Wirth und seiner Frau Regina Wirth. Während der Zeit der politischen Verfolgung seines Vaters lebte er ab 1833 mit seiner Mutter und zwei Geschwistern in Weißenburg im Elsass und besuchte dort eine weiterführende Schule. 1839 hörte er Vorlesungen am philologischen Seminar der evangelischen theologischen Fakultät in Straßburg. 1839 bis 1843 studierte er Rechtswissenschaften an der Universität Heidelberg (Mitglied des Corps Rhenania Heidelberg) und schlug dann die journalistische Laufbahn ein. Er wurde 1839 Burschenschafter in Breslau und Heidelberg. Mit seinem Bruder Franz Ulpian Wirth (1826–1897) gründete er in Frankfurt am Main das Wochenblatt Der Arbeitgeber als Organ für Nachfrage und Angebot von Arbeit und betätigte sich gleichzeitig als Redakteur für die Frankfurter Handelszeitung (später Frankfurter Zeitung). Zudem gehörte er dem Vorstand des Kongresses deutscher Volkswirte und des Nationalvereins an. 1852 holte ihn der Buchhändler Wilhelm Crüwell nach Paderborn, um die Westfälische Zeitung herauszugeben, doch wurde Wirth im Mai 1852 ausgewiesen.
1859 hielt sich Wirth als Kriegsberichterstatter in Oberitalien auf. 1861 war er Mitgründer des Arbeiterbildungsvereins in Frankfurt. 1865 ging er als Direktor des statistischen Bureaus der Schweiz nach Bern, war im Anschluss 1873 Mitgründer der Schlesischen Presse in Breslau, ehe er sich 1874 als Mitarbeiter der Neuen Freien Presse und Korrespondent des Londoner Economist in Wien niederließ.
Neben seiner beruflichen Tätigkeit förderte Max Wirth neue Sportarten wie das Fechten und das Eislaufen.
Seine Gattin Bettina, geborene Greiner (* 7. Februar 1849 in München), machte sich unter anderem durch die Novelle Künstler und Fürstenkind (Stuttgart 1876) und den Roman Hohe Lose (Leipzig 1883) bekannt. Sie war die Wiener Korrespondentin der Londoner Daily News.
Deren gemeinsamer Sohn Josef Carl Wirth war ebenfalls journalistisch und politisch aktiv. Unter anderem war er von 1919 bis 1926 Leiter der Amtlichen Nachrichtenstelle in Wien, von 1926 bis 1938 Chefredakteur der Tageszeitung Die Stunde und des Theatermagazins Die Bühne, sowie von 1938 bis 1945 redaktioneller Leiter des Compass Verlages.

## Werke
- Grundzüge der Nationalökonomie (Köln 1855–73, 4 Bände; Band 1, 5. Auflage 1881; Band 2, 4. Auflage 1882; Band 3: Handbuch des Bankwesens, 3. Auflage 1883) Digitalisat
- Geschichte der Handelskrisen (Frankfurt am Main 1858, 3. Auflage 1883)
- Die deutsche Nationaleinheit in ihrer volkswirtschaftlichen, geistigen und politischen Entwickelung (Frankfurt am Main 1859)
- Deutsche Geschichte im Zeitalter der germanischen Staatenbildung (Frankfurt am Main 1862)
- Die Hebung der arbeitenden Classen durch Genossenschaften und Volksbanken (Bern 1865)
- Auf den Flügeln des Stahls. In: Die Gartenlaube. 1867, S. 52 (Volltext [Wikisource]).
- Allgemeine Beschreibung und Statistik der Schweiz (Zürich 1870 bis 1875, 7 Bücher)
- Die sociale Frage (Berlin 1872)
- Österreichs Wiedergeburt aus den Nachwehen der Krisis (Wien 1876)
- Kultur- und Wanderskizzen (Wien 1876)
- Die Krisis der Landwirtschaft (Berlin 1881)
- Das Geld (Leipzig 1884, Textarchiv – Internet Archive)
- Ungarn und seine Bodenschätze (Frankfurt am Main 1885)
- Die Quellen des Reichtums (Köln 1886)
- Ernste und frohe Tage aus meinen Erlebnissen und Streifzügen (Köln 1884)